# Gedenkkreuz

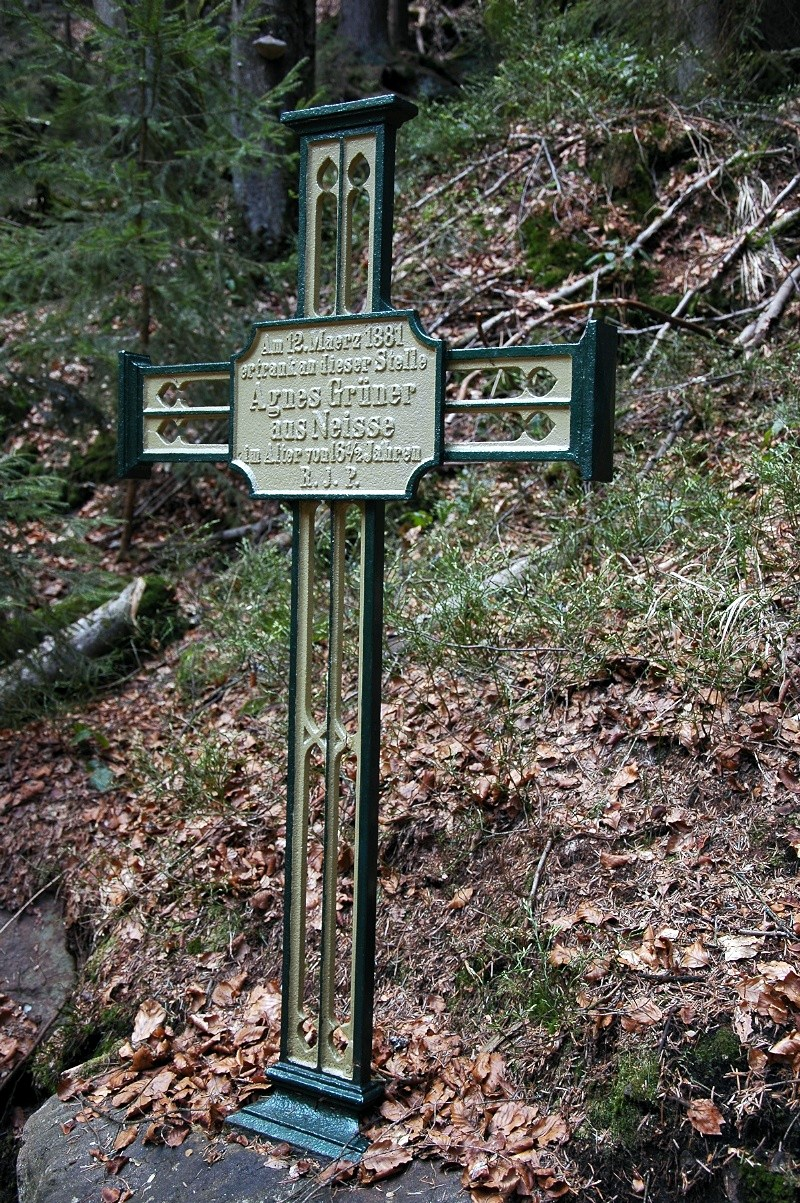
Gusseisernes Gedenkkreuz, Steinklamm, Bayerischer Wald

Ein Gedenkkreuz ist ein Kreuz, das zum Gedenken an ein Ereignis oder eine Person errichtet wurde.
In England ließ König Eduard I. zum Gedenken an seine im November 1290 verstorbene Gemahlin Eleonore von Kastilien zwölf Gedenkkreuze (Eleanor-Kreuze) errichten, von denen drei noch erhalten sind.
Gedenkkreuze sind nicht zu verwechseln mit Feldkreuzen, die im bayerischen Raum an Wegesrändern aufgestellt sind und den Wanderer lediglich an ein kurzes Gebet gemahnen sollen.
Andere Gedenkkreuze erinnern an Kriegstote und Opfer von Terroranschlägen.
Das größte Gedenkkreuz der Welt ist mit einer Höhe von 152,4 Metern das Gedenkkreuz des Monumento Nacional de Santa Cruz del Valle de los Caidos in der Nähe von El Escorial, Spanien.

## Bekannte Gedenkkreuze
- Ostlandkreuz
- Ruckenkreuz
- Alsdorfer Bergmannskreuz